# Александренко, Иван Афанасьевич
Ива́н Афана́сьевич Алекса́ндренко (1840 — 24 сентября 1921) — русский купец и меценат, московский купец 1-й гильдии. Владелец текстильной фабрики в Москве, на которой, помимо основной продукции, выполнялись заказы Товарищества Оловянишниковых по производству церковной утвари.

## Биография
Иван Александренко родился в 1840 году. Приехал в Москву из украинского города Нежина.

### Семья и личная жизнь
Отец — Афанасий Сергеевич Александренко (ум. в декабре 1869). Мать — Мария Родионовна Александренко (урождённая Подлузская; ум. 8 мая 1890). Сестра — Мария Афанасьевна Александренко.
Иван Афанасьевич Александренко был женат на Пелагее Сергеевне Александренко (урождённая Михайлова; 21 октября 1853 — 9 (22) января 1918), которая умерла от инфаркта.
Иван Афанасьевич и Пелагея Сергеевна приехали из Нежина. У пары был сын Серёжа, умерший ещё ребёнком (7 июня 1874 — 23 мая 1875). Также у семьи Александренко был приёмный сын Василий Александрович (урождённый Злокозов), который женился на Антонине Семёновне Дудко (ум. 1970). Род продолжил внук Всеволод Васильевич Александренко.
Племянник И. А. Александренко Пётр Никитович Подлузкий был управляющим фабрики. Он был убит солдатами весной 1917 года на террасе его же дома за то, что запел «Боже, Царя храни!».

### Деятельность
Был владельцем текстильной фабрики в Малом Дровяном переулке, дом З. Дело Александренко шло достаточно удачно. С 1870 года на предприятии находилось 60 простых и 40 жаккардовых станов, 3150 кусков полушерстяных материй на 42 400 рублей и 65 рабочих.

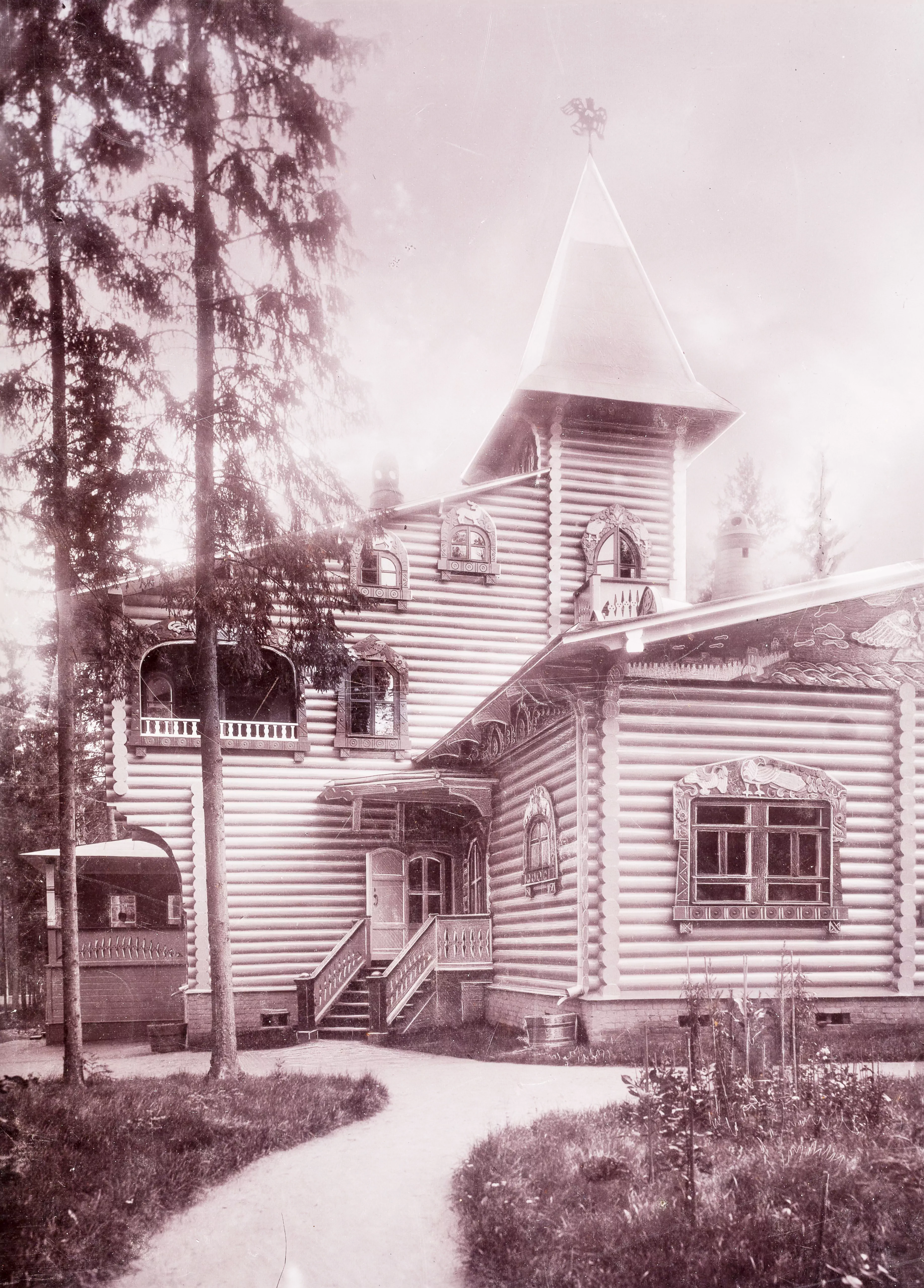
Дача И. А. Александренко в Клязьме

Иван Афанасьевич являлся членом Общества с 1902 года, а Пелагея Сергеевна — с 1914 года.
Местом отдыха для семьи Александренко был выбран подмосковный посёлок Клязьма. Усадьба находилась на углу улиц Пушкинской и Салтыковской. Дача была построена в 1909 году по проекту художника и архитектора Сергея Ивановича Вашкова. На средства семьи Александренко в посёлке Клязьма по проектам С. И. Вашкова были построены каменная Церковь Спаса Нерукотворного Образа, церковно-приходская школа и дача. Сегодня они относятся к памятникам архитектуры, которые охраняются государством. Дача и деревянный храм в Клязьме сгорели в середине 2000-х годов, а дом в Дровяном переулке сохранился.
В 1910 году И. А. Александренко был избран почётным членом Общества и членом Ревизионной комиссии. Общим собранием членов Общества от 14 июня 1914 года было постановлено: в знак особых заслуг украсить дом Общества благоустройства портретами И. А. Александренко и В. М. Файвишевича (председателя Общества).
До революции Александренко был ктитором и председателем Попечительского совета Гребневского храма. В 1918 году он стал управлять церковным помещением и имуществом.
Вместе с супругой Иван Афанасьевич внёс значительный финансовый вклад в развитие посёлка и делал пожертвования. Пожертвования были необходимы для полива улиц, нужд пожаротушения, освещения и организации досуга. Также собирались пожертвования на нужды больных и раненых солдат. Благодаря активной деятельности Общества и молодёжи Клязьмы было собрано 2 723 рубля. Эту сумму внесли в Московскую уездную земскую управу. Сюда входили пожертвования через комитет Пелагеи Сергеевны в размере 500 рублей.
Был создан дамский комитет, под руководством которого шили бельё, халаты, рубашки, кальсоны и прочее. Хозяева дач предлагали свои дачи для строительства лазаретов. Комитет, желающий привлечь клязьминскую молодёжь к более самостоятельной и продуктивной работе на благо Общества, организовал спортивно-увеселительную комиссию и две подкомиссии: театрально-бальную, детских игр и экскурсий. Молодёжь охотно стала устраивать спектакли, балы, концерты, развлечения для детей, экскурсии, также организовывали Клязьминскую пожарную дружину; развивались различные виды спорта.
Александренко был не только членом Общества, но и кредитором. Возводя здания в Клязьме, он сам лично бывал на стройках и наблюдал, как ведутся работы.

### Смерть
Скончался 24 сентября (7 октября) 1921 года на 81 году жизни на своей даче в Клязьме от внутримозгового кровоизлияния. Похоронен в фамильной усыпальнице на Ваганьковском кладбище.
9 декабря 2021 года в Пушкино были найдены уничтоженные в 1930-е могилы Ивана Афанасьевича и его супруги Пелагии.